# Jón Nordal
Jón Sigurðsson Nordal (* 6. März 1926 in Reykjavík, Königreich Island; † 5. Dezember 2024) war ein isländischer Komponist und Pianist.

## Leben
Jón Nordal wurde als Sohn von Ólöf Jónsdóttir und des Philologen und Schriftstellers Sigurður Nordal in Reykjavík geboren (in isländischen Texten wird er gelegentlich nur als Jón bezeichnet oder mit Jón als Hauptnamen gelistet, international hat sich der Familienname Nordal durchgesetzt). Er studierte am Konservatorium seiner Heimatstadt (Reykjavík Tónlistarskólinn) Klavier bei Árni Kristjánsson und Komposition bei Jón Thórarinsson (Þórarinsson) sowie dem aus Österreich emigrierten Victor Urbancic. Nach den Examen setzte er seine Ausbildung 1949–1951 in Zürich bei Walter Frey (Klavier) und Willy Burkhard (Komposition) fort. Weitere Studien betrieb er in der Folge in Kopenhagen, Paris und Rom sowie 1957 bei den Internationalen Ferienkursen für Neue Musik in Darmstadt, wo er u. a. mit Karlheinz Stockhausen, Luigi Nono, Bruno Maderna und György Ligeti zusammentraf.
1957 wurde Jón Nordal Dozent für Klavier und Musiktheorie an der Tónlistarskólinn in Reykjavík. 1959–1992 war er Direktor des Konservatoriums. Ebenfalls 1959 war er Mitbegründer und erster Vorsitzender von Musica nova, einem Verein zur Förderung von Aufführungen von Werken junger isländischer Komponisten und Komponistinnen. Nordal erhielt eine Vielzahl an Auszeichnungen und Preisen für seine Werke. 1956 wurde er mit dem dänischen Dannebrogorden geehrt, seit 1968 war er Mitglied der Königlich Schwedischen Musikakademie. Er erhielt eine vom isländischen Parlament zuerkannte Künstlerpension und war Kommandant des Isländischen Falkenordens. 2016 wurde Jón Nordals 90. Geburtstag in Island mit mehreren Konzerten anlässlich seines Jubiläums gefeiert.

## Werke (Auswahl)
Jón Nordals Werke erschienen hauptsächlich im Verlag des Isländischen Musikinformationszentrums, Reykjavík.

### Chor und Orchester
- Intermezzo & Sólhjartarljóð nach einem Text von Matthías Johannessen für Sopran, Countertenor, gemischten Chor, Orgel und Orchester (2000)
- Venite ad me für Kinderchor, Frauenchor und Orchester (2003)

### Orchester
- Konzert für Orchester (1949)
- Concerto Grosso (1950)
- Sinfonietta seriosa (1954)
- Bjarkamál (1956)
- Klavierkonzert (1957)
- Brotaspil (1962–1963)
- Adagio für Flöte, Harfe, Klavier und Streichorchester (1965–1966)
- Stiklur (1969–1970)
- Canto elegiaco für Violoncello und Orchester (1971)
- Leiðsla (Trance) (1973)
- Epitafion (1974)
- Concerto lirico (1975)
- Langnætti (1975)
- Tvísöngur (Zwiegesang) (1979)
- Doppelkonzert für Violine, Viola und Orchester (1979)
- Tileinkun (Zueignung) (1981)
- Choralis (1982)
- Cellokonzert (1983)
- Haustvísa (Herbstgedichte) für Klarinette und Orchester (2000)

### Duos und Kammermusik
- Trio für Oboe, Klarinette und Horn (1948)
- Violinsonate (1952)
- Duo für Violine und Violoncello (1983)
- Ristur für Klarinette und Klavier (1985)
- Piccolo musica notturna für Viola und Klavier (1995)
- Frá Draumi til Draums für Streichquartett (1996)
- Andað á Sofinn Streng für Klaviertrio (1998)

Weiters Werke für Orgel solo, Chorsätze, Lieder u. a.

## CD-Diskographie (Auswahl)
- Adagio, Epitafion, Concerto lirico, Tvísöngur – Einar G. Sveinbjornsson (Violine), Ingvar Jónasson (Viola), Kammerorchester Reykjavík, Dirigent: Paul Zukovsky – Iceland Music Information Centre ITM 7-04 (CD 1991)
- Sól eg sá – Musica sacra: Aldasöngur, Requiem, Óttusöngvar Á Vori – Solisten, Hljómeyki Chor, Dirigent: Bernharður Wilkinson; Mótettukór Hallgrímskirkju, Dirigent: Hörður Áskelsson – Iceland Music Information Centre ITM 7-09 (CD 1997)
- Choralis, Adagio, Langnætti, Epitafion, Leiðsla – Isländisches Sinfonieorchester, Dirigent: Johannes Gustavsson – Ondine ODE 1282-2 (CD 2016)[5][6][7]